# سورل بوک
سورل بوک (انگلیسی: Sorrell Booke؛ ‏ ۴ ژانویهٔ ۱۹۳۰ – ۱۱ فوریهٔ ۱۹۹۴) بازیگر و صداپیشه اهل ایالات متحده آمریکا بود.
از فیلم‌ها یا برنامه‌های تلویزیونی که وی در آن نقش داشته‌است، می‌توان به وضعیت رفع خطر، سلاخ‌خانه شماره پنج، خانه شادی، آن‌سوی نیمه‌شب، مرد یخین می‌آید، بای‌بای برورمن، یک دیوانگی خوب، همگی در خانواده، جمعه عجیب، تازه چه خبر دکتر؟ و شلیک به بانک اشاره کرد.